# Ponte nelle Alpi
Ponte nelle Alpi est une commune de la province de Belluno, dans la région Vénétie, en Italie.

## Administration
| Période                                  | Période | Identité | Étiquette | Qualité |
| ---------------------------------------- | ------- | -------- | --------- | ------- |
|                                          |         |          |           |         |
| Les données manquantes sont à compléter. |         |          |           |         |

### Hameaux
Le hameau de Vich est situé sur les  hauteurs de Ponte nelle Alpi en direction de Névégal.

### Communes limitrophes
Belluno, Farra d'Alpago, Longarone, Pieve d'Alpago, Puos d'Alpago, Soverzene.